# Evio Tomasucci
Evio Tomasucci (Pesaro, 15 novembre 1922 – Pesaro, 9 gennaio 2012) è stato un operaio, partigiano e politico italiano.